# قهوه‌ای سیر
قهوه‌ای سیر یک رنگ قهوه‌ای تیره سیر است که شبیه رنگ خز رنگ‌شده در فک خزپوش است.
قهوه‌ای سیر یکی از رنگ‌های رسمی دانشگاه لیهای ، دانشگاه براون،  تیم فوتبال کلیولند براونز  و انجمن افتخاری مهندسی، تاو بتا پی است. 